# Roger Godel
Roger Godel (n. 22 aprilie 1898, Greater London, Anglia, Regatul Unit al Marii Britanii și Irlandei – d. 14 ianuarie 1961) a fost un medic cardiolog, filozof și spiritualist francez. A fost căsătorit cu Alice Khoury-Haddad, care era mama poetei Andrée Chedid.

## Biografie
A lucrat ca medic în Egipt în anii 1950 și în Liban. Interesul său pentru filozofiile orientală și greacă l-a îndemnat să încerce o reconciliere originală între gândirea indiană și sistemele filozofice ale lui Socrate și Platon. Acestui autor i s-a dedicat o carte de omagiu colectiv, Roger Godel : de l'humanisme à l'humain, publicată de Belles Lettres în 1963. În India, el a colectat învățăturile și înțelepciunea milenară indiană alături de Ramana Maharishi și Krishna Menon.

## Opere
- Essais sur l'expérience libératrice, 1952; Éditions Présence, 1976, 275 p. ISBN: 2901696104.
- Socrate et Diotime, Éditions Les Belles Lettres, Paris, 1955
- Platon à Héliopolis d'Egypte, Éditions Les Belles Lettres, Paris, 1956, 82 p.
- Une Grèce Secrète, 1960; Éditions Les Belles Lettres, Paris, 1982, 275 p. ISBN: 2251332065
- Socrate et le Sage Indien, Éditions Les Belles Lettres, Paris, 1982, 216 p. ISBN: 2251325387
- Recherche d'une foi, urmată de Figures et images sur la jeunesse de Platon, Éditions de l'Éclat, Paris, 1990, 137 p. ISBN: 2905372370
- Un compagnon de Socrate, Éditions Flammarion, Paris, 1992, 186 p. ISBN: 2082102084